# سادانگ-دونگ
سادانگ-دونگ (به لاتین: Sadang-dong) یک منطقهٔ مسکونی در کره جنوبی است که در ناحیه دونگجاک واقع شده‌است.